# Canet Roussillon FC
Canet Roussillon FC is een Franse voetbalclub uit Canet-en-Roussillon.

## Geschiedenis
De club werd opgericht in 1934 als Club Olympique Perpignanais. Perpignan FC promoveerde in 1951 naar de Division 2 en verbleef daar, zonder succes tot 1959. Dat jaar werd Perpignan 15de op 20 clubs, maar werd een amateurclub en moest daardoor gedwongen degraderen. De club gleed weg naar de lagere reeksen en speelde lange tijd geen rol van betekenis. In 1986 promoveerde de club naar de derde klasse en na een aanpassingsjaar eindigde de club steevast in de top vijf tot in 1991 de titel behaald werd. Na een zevende plaats in het eerste seizoen degradeerde de club in 1993 omdat de tweede klasse van twee naar één reeks ging. Perpignan promoveerde het seizoen daarop wel weer. In 1996 werd de club achtste. Het volgende seizoen werd de club 16de op 22, maar werd omwille van financiële problemen uit de Division 2 gezet en verbannen naar de regionale reeksen. Dit betekende het einde voor Perpignan FC en het profvoetbal in het departement Pyrénées-Orientales. 
In 2002 fuseerde de club met FC Canet uit het naburige Canet-en-Roussillon en werd zo Perpignan Canet FC. In 2014 trok de stad Perpignan de stekker uit het project en werd de naam gewijzigd in Canet Roussillon FC. In 2017 promoveerde de club naar de National 3, de vijfde klasse. In 2020 promoveerde de club opnieuw en speelde daar drie seizoenen alvorens te degraderen. 

## Naamswijzigingen
- 1934-1949 Club Olympique Perpignanais
- 1949-1952 Stade Olympique Perpignan
- 1952-1997 Perpignan FC
- 1997-2001 Sporting Perpignan Roussillon
- 2001-2002 Perpignan Football Catalan
- 2002-2014 Perpignan Canet FC
- 2014-???? Canet Roussillon FC